# منهایم آم راین
شهر منهایم آم راین (به آلمانی: Monheim am Rhein) در ایالت نوردراین-وستفالن در کشور آلمان واقع شده‌است.